# Stazione di Valdaora-Anterselva
Stazione di Valdaora-Anterselva vasútállomás Olaszországban, Trentino-Alto Adige régióban, Valdaora településen.

## Vasútvonalak
Az állomást az alábbi vasútvonalak érintik:
- Puster-völgyi vasútvonal

## Kapcsolódó állomások
A vasútállomáshoz az alábbi állomások vannak a legközelebb: 
- Stazione di Perca-Plan de Corones
- Stazione di Monguelfo-Valle di Casies